# Hendrik Manfried Haus
Hendrik Manfried Haus (* 5. Juni 1803 in Utrecht; † 13. Mai 1843) war ein niederländischer Maler.
Laut seiner Taufurkunde von 1803 wurde Hendrik zusammen mit seiner Zwillingsschwester Maria als Kind von Frans Joseph Haus und Barbara Fehr geboren, Namen, die darauf hindeuten, dass sie deutschsprachige Vorfahren hatten. Er heiratete Elisabeth Catharina van der Grijp im Jahr 1837 in Den Haag. Sie bekamen nacheinander zwei Töchter; die erste starb kurz nach der Geburt und die zweite, als sie drei Jahre alt war. Es gibt einen Brief von ihm aus dem Jahr 1840 im Archiv des Rijksmuseums, in dem er berichtet, dass er und seine Frau schon seit einiger Zeit in ärztlicher Behandlung sind. Er bietet ein Gemälde an in der Hoffnung, dass der Adressat es kaufen wird.
Der niederländische Kunsthändler und Schriftsteller Pieter A. Scheen schrieb über ihn:

„Er erhielt seine Ausbildung in Den Haag, wo er 1823 und 1830 in den Bevölkerungsregistern verzeichnet ist, und zog um 1835 nach Utrecht. Er arbeitete hauptsächlich in kleinen Formaten mit Öl auf Tafel, Leinwand und Kupfer und malte Winter- und Sommerlandschaften im Stil von A. Schelfhout. Seine Werke wurden 1837 in Den Haag, 1841 in Amsterdam und 1840 sowie 1848 in Rotterdam ausgestellt.“

Hendrik Manfried Haus, 1841, Öl auf Tafel (21 × 28 cm), Privatsammlung

Haus starb im Alter von 39 Jahren in Utrecht. Obwohl er relativ unbekannt ist, wurden seit 1989 mehr als zwanzig seiner Werke auf Auktionen angeboten. Die meisten dieser Werke wurden außerhalb der Niederlande versteigert, insbesondere in Deutschland, Österreich, der Schweiz, Frankreich und den Vereinigten Staaten. Der höchste Preis, der für eines seiner Werke geboten wurde, war für ein Stück mit den Maßen 32,5 × 43,5 cm, betitelt Reiter in einem Dorf, bei Dorotheum in Wien, Österreich (2005). Das Centraal Museum Utrecht besitzt mehrere seiner Werke.